# NGC 6786
NGC 6786 é uma galáxia espiral barrada (SBbc) localizada na direcção da constelação de Draco. Possui uma declinação de +73° 24' 39" e uma ascensão recta de 19 horas, 10 minutos e 53,8 segundos.
A galáxia NGC 6786 foi descoberta em 3 de Outubro de 1886 por Lewis A. Swift.

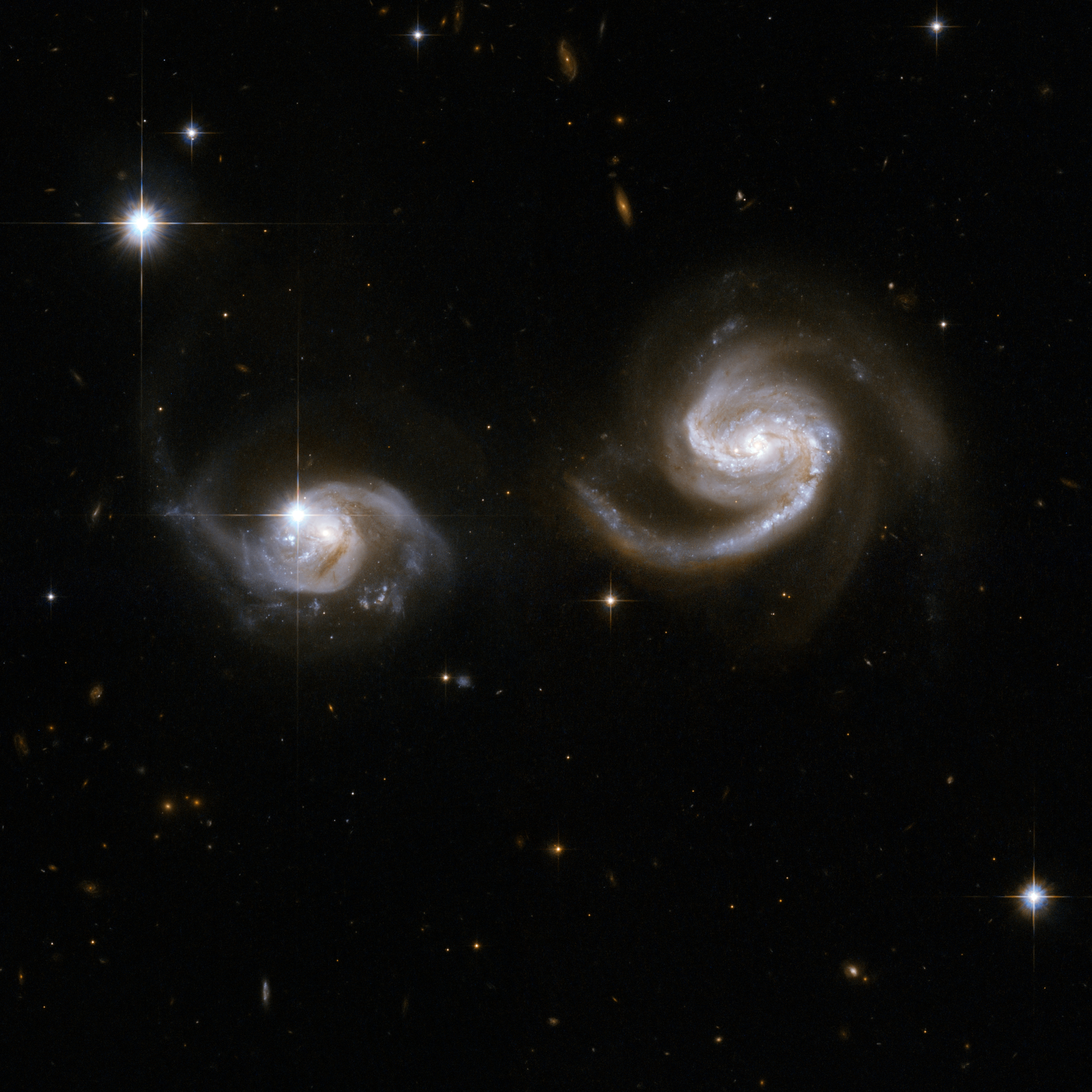
Esta imagem mostra um par de galáxias espirais interagindo como turbilhão
nome do objeto:NGC 6786, UGC11415, VV 414, KPG 538, LEDA 62867 (Hubble Space Telescope - 2002)